# バガボンド
『バガボンド』は、井上雄彦による日本の漫画作品。原作は吉川英治の小説『宮本武蔵』。
『モーニング』（講談社）にて1998年から連載されているが、2015年2月の掲載を最後に休載が続いている。2000年に第4回文化庁メディア芸術祭マンガ部門大賞、第24回講談社漫画賞一般部門を受賞。2002年には第6回手塚治虫文化賞マンガ大賞受賞。2020年12月時点で単行本の累計発行部数は8200万部を記録している。
剣豪・宮本武蔵を主人公とし、戦国末期から江戸時代の転換期、剣の時代の終わりがけを舞台にその青春期を描く。巨大な歴史の転換点で出世の夢が破れた武蔵が剣士として自己を確立しようともがく様、また巌流島で武蔵と決闘したことで有名な佐々木小次郎を筆頭とする武蔵と関わる複数の武芸者が描かれている。
吉川の小説が原作だが、武蔵の実姉が描かれていなかったり、佐々木小次郎がろう者であったりと、キャラクターや物語には井上独自のアレンジが大きく加えられている。題名の「バガボンド（vagabond）」とは、英語とフランス語で“放浪者”、“漂泊者”という意味である。

## あらすじ

### 第一章 宮本武蔵編
1600年、新免武蔵（しんめんたけぞう）は幼なじみ本位田又八に誘われ、立身出世を望んで故郷の村（作州・吉野郷宮本村）を出たが関ヶ原の戦に敗れた。幼いころより母の愛情も知らず父には命を狙われ、村人には鬼の子として忌み嫌われて生きる意味を見出せずにいた。しかし沢庵に自分の存在を認めてもらい、再び剣の道に生きる志を立てて名乗りを「宮本武蔵」に改め天下無双を目指し流浪の旅に出る。
4年後の21歳の春、天下無双を目指す上で避けては通れぬ道と定め、剣の達人吉岡清十郎に挑戦するために京の吉岡道場に木剣一本で単身乗り込む。
道場の門弟達を圧倒し束の間慢心するも後に現れた清十郎の瞬速の剣の前に一歩も動けず額を斬られ、続く吉岡伝七郎との試合いで終始互角に戦うも最終的には致命傷を負う。背水の陣を敷き、最後の一太刀を狙うが伝七郎に「もっと強くなった貴様が見たい」と論されて一時京を離れ再び武者修行の旅に出ることになる。
京を出たのち沢庵と再会し、共におつうのいる柳生へ行くよう誘われるがこれを断り、武蔵は奈良にある槍の聖地・宝蔵院へ向かう。しかしそこで出会った宝蔵院二代目・胤舜の圧倒的な槍術の前にかつて無い恐怖を味わい、敵前逃亡。苦悩し、己のちっぽけさを痛感することとなる。武蔵にとっては標的の一人でもあった宝蔵院の先代である宝蔵院胤栄に介抱され一時的に師事し、再び胤舜と対峙する。自身の殺気や死の恐怖を内に秘め、新たな境地に身を置いた武蔵は、紙一重の差で胤舜に勝利。傷が癒えた胤舜と「次は命を奪うことなく」再会を約束し、武蔵は宝蔵院を去る。
次に武蔵は柳生へと向かう。そこでの柳生四高弟との対決や、領主柳生石舟斎との対峙により、武蔵は柳生の懐の深さを知る。柳生を去った武蔵は、雲林院村の宍戸梅軒に挑む。武蔵を見た梅軒は、武蔵を「たけぞう」と呼ぶ。何と梅軒は、辻風黄平の後の姿だったのだ。武蔵は激闘の末、梅軒に勝利する。
単行本1 - 13巻。

### 第二章 佐々木小次郎編
時は関ヶ原の戦いから17年前へとさかのぼる。
越前の片隅で生きる気力を無くし暮らすかつての剣豪・鐘巻自斎に長刀と共に拾われた赤ん坊佐々木小次郎。耳が聞こえず言葉を持たない小次郎は、剣によってのみ人との絆をつくり、最強への道を駆け上がっていく。第一章開始以前の武蔵や伝七郎らも登場。
単行本14 - 20巻。

### 第三章 地上最強編
武蔵・又八・小次郎、共に22歳となる1604年暮れから1605年正月の京に舞台は移る。三人はそれぞれに接触し物語は動いていく。
武蔵はかつて挑んだ清十郎・伝七郎兄弟に再び挑み、死闘の末それぞれを破る。その結果、吉岡一門を敵に回すこととなり、敵討ちにきた吉岡一門70名を討った。戦いで右足を酷く負傷した武蔵は、葛藤の末に殺し合いの螺旋から降りることを決断し、小川家からの師範にならないかという誘いを断り流浪人に戻ることとなった。
旅の中で行き着いた村で、武蔵は親を亡くした伊織という少年と出会い、暮らしていくこととなる。嵐やイナゴなどの天災により不作となった村では、武蔵が耕した田は使い物にならず、食料は底をつき、日に日に死人が増えていった。見かねた武蔵は食糧の調達と引き換えに小川家の誘いを受ける事にし、収穫の時期まで食いつなげたのであった。
農業を通して精神的に成長を遂げた武蔵は、伊織を連れて小倉へと向かうこととなった。
単行本21巻 -

## 登場人物

### 主要人物
宮本武蔵（みやもと むさし）
新免無二斎の息子である作州「宮本村」浪人。第一章・三章における主人公。
初名は新免 武蔵（しんめん たけぞう）。
父の下、武芸者の子として人の温もりを知らずに育つ。大柄な体躯に人並み外れた腕力と殺気の持ち主で、破天荒な行動から周囲との齟齬が絶えず、孤独になりがちだった。しかし、おつうや又八などの気心の知れる者たちには幼少時から心を開いている。「山が師である」と言うほど山に育まれてきた。手先が器用で、山篭りの際に自分で木刀や木彫りの仏像を作ったり、沢庵の頭に悪戯をしたりする。
関ヶ原から宝蔵院までは粗末な着物と木刀を身につけていたが、宝蔵院で胤栄から服と刀、脇差を受け取った。
13歳の時、村に新当流の有馬喜兵衛が挑戦者を募って表れた際に、不意打ちで殺し“悪鬼”と周囲から忌み嫌われ一層孤独を深めた。17歳の時、関ヶ原の合戦に西軍方として出陣するも敗戦。合戦場から宮本村に戻る際に関所を破り追っ手の兵や村人を多数手にかけた。その後沢庵に捕縛されるも命を救われ、ここから名を宮本武蔵と改め、剣の道において天下無双を目指し始める。一流の人物たちとの出会い、数多の戦いを通じ、成長して行く。
佐々木小次郎（ささき こじろう）
鐘巻自斎の弟子にして佐々木佐康の息子である巌流の開祖。第二章における主人公。
赤ん坊のころ、佐康の手紙を携えた数人の従者とともに落城した城から小舟で落ち延び、漂着して鐘巻自斎に育てられる。生来のろう者で、大柄（伝七郎並の長身）かつ童顔で切れ長の眼を持つ。女好きでもある。山で育った武蔵とは対照的に海で生まれ育ち、泳ぎも得意。相手の所作や太刀を見極め、地面の些細な振動からも位置を正確に探知するなど視覚や触覚が非常に発達している。
幼少時代には一緒に舟に積まれていた形見の長剣を肌身離さず持っていた。自斎および伊藤一刀斎に師事（自斎は「剣は教えぬ」と言いつつ実質的に一流の剣士として育てた）。強者を呼び寄せ、実践を通して小次郎を鍛えるため、“強そうに見える”との理由で一刀斎によって巌流の名を掲げることになった。そして夢想権之助や関ヶ原で武蔵に出会い、また挑戦者や東方の軍との闘いを通じて成長していく。その後一刀斎は「ワシになれ」との理由で小次郎を一人落ち武者狩りの横行している関ヶ原周辺に放り出す。不眠不休で復讐に燃える農民達や西方の手練達を何人も相手にした小次郎は、欠けていた「臆病さ」を山で身に付け、一晩で一刀斎が「特大の人食い虎」と言うほどの成長を遂げる。剣腕こそ鬼のように強かったが、天衣無縫な性格で出世には興味も縁も無かった小次郎は本阿弥邸に世話になっていたが、刀を研ぎに来た岩間角兵衛のお供で小倉細川家剣術指南役・小川家直とふとした理由で闘いこれに圧勝する。このことで小川家直に小倉細川家の剣術指南役として推挙された小次郎はこれを了承し、京から豊前に渡る。
本位田又八（ほんいでん またはち）
武蔵の幼馴染で、作州「宮本村」浪人。武蔵や小次郎の影となり、物語に大きく関わってくる本作第三の主人公。
お杉の実子ではなく妾の子。宮本村時代には武蔵と好んでつるんでいた。戦で名を挙げようと武蔵を誘い、村を出る切っ掛けを作ったのも又八である。
初期の合戦では、一度の戦闘で数人ほど一太刀も受けずに斬り殺していたが、四年間お甲の情夫を続け、その後も刀を振るうことが無く次第に弱くなってきている。結果急速に頭角を現していく武蔵に水をあけられる形になっており、時おり嫉妬心をあらわにする。
偶然に本来は小次郎に手渡されるはずだった印可目録を手に入れ、それを悪用して佐々木小次郎の名を騙るようになった。口八丁で要領の良い部分もあるが、おおむね場当たりなため定着性がない。狡猾な面があり自らを強く、大きく見せようとすると同時に、英雄や豪傑への憧れも強い。お甲と交わってからその味を占めたのか、女好きであり、小次郎の名を利用して貰った金でしばしば女を買っている。当初は貧乏浪人らしい汚い身なりだったが、天鬼の持ち金を手に入れてからは前髪を垂らした髪型に変え、華やかな当世風の着物を着るようになった。
吉岡伝七郎との戦いの後で瀕死の武蔵を茶屋に運んで助けたり、武蔵と宍戸梅軒の戦いに乱入したり、吉岡一門との戦いで倒れた武蔵を寺に運んだりと、武蔵としばしば関わっているが、武蔵は又八であると気づいていないことが多い。
酒と女を覚え、詐欺を働いてきた都の日々を振り返る中で、自身が欺瞞や虚栄で塗り固められた人間であると強く恥じており、誰よりも自分の弱さを自覚している。他の武芸者らと比べ、臆病でより人間らしい性格だが、村にいたころには武蔵と唯一相手が出来る程の剣の腕を持っていた。
吉岡一門との戦いを終えた武蔵と再会した後に改心し、お杉や小次郎に尽くすようになる。
お杉の死を看取った後、数十年後の初老の又八は路傍で武蔵と小次郎の話を講談のような形で語り継ぐ者になっている。
おつう
武蔵と又八の幼馴染で、彼らの想い人である美女。捨て子だったのを寺で育てられ、又八の許婚としてお杉おばばに目をかけてもらっていた。
天真爛漫を絵に描いたような性格で無邪気。みなし子ゆえ躾ける者がおらず、礼法が判っていない。その屈託の無さゆえに、誰からも嫌われていた武蔵の孤独を理解し、本人も気づかないまま想いを寄せるようになった。美貌と快活な性格から誰からも好かれるが、又八と破談になったことでお杉からは強く逆恨みされている。
武蔵が天下無双を志して再び宮本村を出る決意をした際には同行しようとしたが、修行の邪魔になると拒否された。しかし又八との許婚関係を解消した行きがかりからお杉おばばに恨まれ村に留まることもできず、沢庵の勧めで柳生家に世話になる。石舟斎の世話係として、彼の心の支えとなり、柳生の人々からも慕われるようになる。その後、柳生で武蔵と再会をしたことで、柳生の元を離れ、城太郎と共に再び武蔵を追うようになった。柳生のもとで石舟斎直々に護身のための武術を教わり、柳生傘の紋が入った短刀を授かっている。現在では武蔵を見つけても声すらかけず、武蔵を見守っている。沢庵は「武蔵の将来の嫁」と述べている。
沢庵宗彭（たくあん そうほう）
姫路城城主の池田輝政、柳生石舟斎など様々な有力な人物と人脈を持つ僧。
国から国へとを放浪している。僧籍に身を置いているので自ら武器を持つことはないが兵法にも長けており、胆力で辻風黄平を圧倒するほど。武蔵のことを気にかけ、しばしば彼に道を説いてやる。
石舟斎とは三玄院で宗矩をきっかけに知り合った。また若いころ、幼少の小次郎に会い、剣の恐ろしさを小次郎の腕を剣で傷付けることで伝えている。
坊主ながら酒を好み、口も悪い。本人曰く過去に僧として過ちを犯してしまった経験があるとのこと。
城太郎（じょうたろう）
「武蔵の弟子」と名乗る少年。奉公先の主人に「武蔵の弟子になれ」と半ば追い出された。
当初武蔵には「弟子はとらん」と拒否されたが、身寄りがないことを知った武蔵に共に強くなろうと弟子になることを許された。胤舜との戦いのさなか逃げ出した武蔵の姿をみて、逃げ方を教わりたくはないと一度弟子をやめて去ったが、柳生へ旅をはじめる際、武蔵の方から声をかけられ再び旅を共にした。しかし柳生ではぐれ、おつうと共に武蔵を追う旅を続ける。
幼少時代の武蔵に言動が似ている。武蔵の手紙を柳生に届ける際には、「手紙を受け取らないならおいらを斬れ」と言うほど、武蔵に対しての憧れ、忠誠は強い。また、それだけの胆力の持ち主でもある。おつうからは「たろちん」と呼ばれている。
風呂につかるのは嫌いでいつも烏の行水である。
お杉おばば（おすぎおばば）
又八の母親。又八に対する愛情は盲愛と言えるほどに深い。村の名士である本位田家への強烈な自負心ともあいまって、著しく偏狭なものの見方をし、また非常に図々しい。
汚らしかった武蔵のことを元々良く思っておらず、武蔵（たけぞう）を「悪蔵（あくぞう）」と呼ぶ。それに加え、又八への愛情から来る逆恨みにより、武蔵とおつうは彼女にとって憎悪の対象となっている。又八と再会し、武蔵たちに復讐するために権叔父とともに旅に出る。武蔵の話題を聞く度に誰彼かまわず武蔵の悪口を言いまわっている。
"又八"の名の名付け親でもあり、周囲から鬱陶しい偏屈者と見なされることが多い中、女手一つで又八を育て上げた気丈な母親であり、又八の最大の理解者でもある。
後半では咳がひどくなり、たびたび血を吐いていた。京のある寺の泰堂という和尚に、又八とともにかくまわれていた。そう先が長くはないことを悟った又八におぶられながら亡くなった。

### 武芸者
新免無二斎（しんめん むにさい）
武蔵の父であり師である。御前試合にて吉岡拳法を降し、時の将軍、足利義輝から「日下無双兵術者」の称号を得た武芸者。しかし天下無双という名にとらわれ、その地位を脅かす者の出現を恐れるようになる。そのため「周囲は皆敵である」という疑心暗鬼に陥り、息子の武蔵にもそれが向けられた。消息不明。
攻防一体の十手術を得意とし、それは二刀流として息子の武蔵にも受け継がれた。
辻風黄平（つじかぜ こうへい）
通称「死神」。幼いころ、母に捨てられ滝へと落とされたが、自身も捨てられた過去を持つ兄の典馬に救われて一命を取り留め、兄が頭領である犯罪集団「辻風組」の一員となった。剣の天分もあり、すぐさま悪事に手を染めたが、その過去から兄である典馬をはじめ、誰にも心を許そうとはしなかった。12歳のある日、女を強姦しようとしたところを、黄平の美しさに兼ねてより執着していた典馬に目撃されて怒りを買い、女を殺された上に黄平自身は陵辱された。このとき、12歳ながらに“人の命は無価値”だと悟り、以来その恨みから典馬の殺害を企てるようになる。殺害に失敗し、幽閉されたのち、関ヶ原の戦乱のなか自由になるも、元辻風組員から「典馬はたけぞうに殺された」と告げられ、目的を失った黄平は、代わりに武蔵を殺害しようと追い始めた。
旅の旅籠で知り合った女娼が小次郎と仲良くなっていることに嫉妬し、その女娼の右目を斬り、小次郎にも斬りかかるが返り討ちに合い、顔面に深い傷を残す。
自らの存在価値を見いだせずに放浪していたが、親の愛情を知らず、同じく戦いに巻き込まれ、生きる意味を知らない宍戸梅軒の遺児「龍胆」に自分を重ね、共に暮らし始める。隙あらば龍胆に鎖鎌で命を狙われるという生活を続けるうち、独自で鎖鎌を修得し、奇妙な友情が芽生える。その中で、いつしか今までとは異なる生きる意味を見いだしていく。
4年後、宍戸梅軒を求めて訪ねてきた武蔵と偶然再会し、新たに修得した鎖鎌で武蔵と死闘を繰り広げたものの破れ、指を切り落とされ武芸者として再起不能の体となるが、龍胆と共に暮らしていくために、武蔵に命乞いをし手当てを受けた。
武蔵の回想（想像）上において、武蔵の「我執」が実体があるように振る舞う中、手当て後再び宍戸梅軒宅に戻った彼が死亡した黄平を目撃している。
宍戸梅軒（ししど ばいけん）
鎖鎌を操る盗賊であったが、辻風黄平により殺害される。その後、黄平は宍戸梅軒を名乗るようになった。
不動幽月斎（ふどう ゆうげつさい）
自斎や小次郎が住む地域の村で不動明王の使いを自称する謎の剣士。
かつて海賊から一人で村を守り、「守り神」として崇め恐れられたが、その後は村の娘が14歳になるとさらう、貢物を奪うなどしたため疎まれるようになった。刀傷だらけの上半身裸の格好をしており、歪んだ目と顔を持ち、常に聞き取りにくいほどの小声で独り言を漏らしている。長く重い太刀を片手で自在に振るい自斎を驚かせ、剣士としての腕は自斎に認められるほどであったが、自斎に斬られ絶命。小次郎が初めて斬った相手でもある。自斎はその剣の腕から、「もっと世に知られた違う名があったのではないか」と推測した。

#### 吉岡流
古くから京に栄えている、自らのすべてを「一（ひとつ）の太刀」に込めることを極意とする剣の名門。
吉岡拳法の跡を継いだ吉岡清十郎が当主。流派名については伝七郎が柳生を訪れた際「京八流」を名乗った。名を笠に着て幅を利かせていることや、当主清十郎の放蕩により、住民からは陰口を叩かれている。
武蔵とこの吉岡とは、清十郎への挑戦、伝七郎との約束、そして門弟からの憎悪によって長き死闘を繰り広げることとなる。
吉岡 拳法（よしおか けんぼう）
先代吉岡流当主。
清十郎・伝七郎の父。故人。自分に似て愚直な伝七郎ではなく清十郎を後継者に選び、遺言に「十度闘って十度勝てる相手としか闘うべからず」と遺して他界。「勝負において次はない」ことを門弟に叩き込む。武蔵の父である新免無二斎に敗北を喫したことがある。
吉岡清十郎（よしおか せいじゅうろう）
吉岡拳法の長男であり、吉岡憲法道場の当主。
小柄で清涼な顔立ちの美男子。事実上、京最強の剣士で、剣に関しては幼少から天才と呼ばれるほどの天稟を持ち、また剣士としての非情さを兼ね備えている。小柄な身体は全く弱みにならず、繰り出す剣は常人はおろか当初の武蔵の目にも映らなかった。
遺言に従い吉岡家の当主となるも、自らの本能にのみ従う奔放な性格の持ち主。酒と色を好む遊び人で、吉岡家と自身の名を穢すのに一役も二役も買い、その武士らしからぬ風貌・振る舞いから、弟・伝七郎の方が実力は上だと一般に認識されていた。しかし影では吉岡家や伝七郎を危険から守るために、吉岡家にとって害となす人物を秘密裏に暗殺するなど、当主として家を守ろうと常に奔走していた。
吉岡一門の命運を賭け、伝七郎との対決を控えた武蔵を襲撃するが、激戦の末に一瞬の逡巡が隙となり、武蔵に斬られて絶命する。
京で知り合った朱美のことを気に入っており、足繁く通っていた。
吉岡伝七郎（よしおか でんしちろう）
吉岡拳法の次男。
長身で無骨な外見であり性格は極めて厳格で真面目。妻子持ち。武門の子として愚直なまでに剣に情熱的だが、非情になり切れない優しい一面を持つ。しかし、その愚直さは清十郎には無い面で、門弟に慕われる要因となっている。遊び人の兄・清十郎が吉岡の当主であることを不愉快に思っているが、深層では兄を慕っている。かつては、拳法の息子であることを唯一の拠りどころとし、相手を威嚇すべく自らの出自を明らかにしていたが、青年期の佐々木小次郎との戦いを通し、覚悟や相手を斬る心構えを身につけた。
武蔵が初めて吉岡道場に乗り込んだ際、武蔵を相手に互角以上に戦ったが、火災に包まれそうになり、「もっと強くなった貴様が見たい」と再戦の機会を与えて武蔵を逃した。
蓮華王院にて最期まで武蔵を斬るために執念を見せたが、武蔵との決闘に完敗した。
植田良平（うえだ りょうへい）
吉岡十剣の筆頭。
元は捨て子だが拳法に拾われ、門弟・植田氏の養子となる。その後は熱心に剣に打ち込み、吉岡兄弟の幼馴染となり、「三兄弟」のような親密な関係を築いた。伝七郎と行動を共にすることが多く、後見人を務める。
道場を実質的に切り盛りし、「実力は両当主にも引けを取らない」と言われる程の手練で、「吉岡の魂」と称される。基本的に冷静な男で、時として狡猾な手腕も見せる。同時に内に秘める情熱は誰にも劣らず、吉岡のために時には自尊心をも曲げる。伝七郎からは「もう一人の兄」と慕われており、直情的な伝七郎を諭すべく、苦言を呈することもある。
武蔵と伝七郎の再戦の前に、何としても吉岡の名を守るため、小次郎を代役に立てようと画策する。しかしそのことで伝七郎と意見が対立し、一時的に吉岡を破門される。
吉岡兄弟亡き後、伝七郎からの遺言により当主の座を継ぎ、一門を率いて武蔵に挑む。皆には後ろから武蔵を斬れと言い戦いに臨んだが、開始早々に右側頭部を耳ごと斬り落とされ、瀕死の重傷を負った。戦いの最後には、自らの命をすべて吹き込んだ「一の太刀」を武蔵に浴びせるものの、自身の命の限界を迎え、ついに倒れる。
なお、この植田の一の太刀は武蔵の剣士としての生命を脅かすほどの大怪我を与え、武蔵の今後の人生にも大きな影響を与えることになる。
死後は幽霊となり、どういう訳か度々おつうの前に姿を現している。彼女に対してのみ、自身の武蔵への想いなど心境を告白している。
祇園藤次（ぎおん とうじ）
吉岡十剣の一人。清十郎に心酔している。
天才肌の自信家であり、自分の上に立てる人物は清十郎しかいないと豪語する。そのため、周囲からは「天狗」と呼ばれ人望もないが、その剣技は吉岡の誰もが認めている。
吉岡の道場が燃やされた時、「吉岡の刺客」と自称し、武蔵を倒すべく武蔵を追いながら武者修行の旅に出る。
宝蔵院へ道場破りに訪れ高弟の一人と対峙し一瞬で両腕を切り落とすが、胤舜の今まで見たことも無い武芸者としての器を目撃して剣の道に踏み惑い、さらに石舟斎の無刀の実力を見せつけられ、師のもとに戻るよう諭され、失踪。その後、武蔵が清十郎を斬ったことを知り、武蔵に斬りかかったが、一合で首を斬られ絶命した。
南保余一兵衛（なんぽう よいちべえ）
吉岡十剣の一人で小柄な男。冷静沈着かつしたたかな反面、快活で人望もある。吉岡道場内で余一塾を開いていて、塾内に門弟が七名いる。最後は自分もろとも門弟に斬らせることを試みる苦肉の策と人海戦術で武蔵を追い詰めが、首の骨を折られ絶命。内心剣の時代は終わっていることを感じており、武蔵に会えたことに感謝していた。
小橋蔵人（こばし くらんど）
吉岡十剣の一人。武蔵との戦いでは負傷した植田の警護を務める重役を任されるなど、他の十剣に比べ頭一つ抜けた人物。武蔵との紙一重の一瞬の闘いで散る。
御池十郎左衛門（みいけ じゅうろうざえもん）
吉岡十剣の一人。伝七郎にも引けをとらない長身の男。一見茫洋とした風貌だが、吉岡流の陰口を叩く者に武士・町民問わず強引に連れ出し凶剣を奮っていた。本来客として迎えるはずの小次郎を前に剣士としての心が揺さぶられ、かなわないと知りつつも刀を抜いてしまい、小次郎の瞬速の太刀で斬られた。
太田黒兵助（おおたぐろ ひょうすけ）
吉岡十剣の一人。「吉岡一太い腕」を持つという恰幅のよい男。伝七郎との稽古で再起不能になった右腕を試し斬りさせた。武蔵との戦いには参加していない。故に十剣の中では唯一生存している。
堀川善兵衛（ほりかわ よしべえ）
吉岡十剣の一人。直情的な性格で、伝七郎を慕うがあまり、武蔵の実力を見抜けなかった。武蔵の神速の一太刀で散る。暫くは自分が斬られたことに気が付かなかった。その後、幽霊となった植田の口から年老いた母と同居していたことが判明するも、彼女は毒を飲んで自殺をしてしまう。
東紅四郎（あずま こうしろう）
吉岡十剣の一人。不意を衝いて武蔵の左顎を斬り付ける。その後喉を潰され絶命。
多賀谷彦造（たがや ひこぞう）
武蔵に斬られ絶命したかに思われたが、腸を出しながらも武蔵を道連れにしようと油断している武蔵になおも斬りかかる。
藤家（ふじいえ）
十剣の中でも蔵人、多賀谷と共に若く「吉岡の骨」とされる。武蔵の投げた小太刀が首に刺さり絶命。

#### 新陰流
上泉伊勢守秀綱が創始者となる流派。将軍家の兵法指南役にもなっている。
上泉 伊勢守 秀綱（かみいずみ いせのかみ ひでつな）
新陰流の創設者。
誰もが認める当代随一の剣豪。天下無双と言われる。武田信玄から大名の誘いがあるも断り、ひたすら剣の道を追求する。宝蔵院にて手合わせを願った若き日の石舟斎、胤栄を圧倒的な器の大きさでいとも簡単に下し、その後は二人の師となる。現在は故人。
「道を極めたなら、刀は抜くまでもないもの」という「無刀」の思想を持つ。
疋田豊五郎（ひきた　ぶんごろう）
伊勢守の弟子であり甥。師にこそ及ばないが相当な剣の持ち主である。若き日の柳生石舟斎が伊勢守に「今一度勝負を」申し込んだとき、伊勢守の代わりに石舟斎と立ちあい、圧倒する。
切れ長の目に冷静な心の持ち主である。
鈴木意伯（すずき　いはく）
伊勢守の弟子。

##### 柳生新陰流
柳生石舟斎（やぎゅう せきしゅうさい）
柳生新陰流の開祖。
本名は柳生 但馬守 宗厳（やぎゅう たじまのかみ むねよし）。
通称「剣聖」。天下無双とも称えられる今も技の探求を続けている。病気がちな自身の余命を考え、その技を兵庫助に残すことに尽くしている。周りからの偉人的評価にそぐう厳格な人物だが、無邪気な部分や茶目っ気があり、孫にはつい甘い顔を見せる。村を出奔したおつうを喜んで迎え入れた。負けず嫌いで、たとえ碁の勝負でも負けを悟ると台をひっくり返してとぼけるなど、ときに子供のように振舞う。
若いころ伊勢守やその甥の疋田豊五郎と立ち会い完敗。伊勢守に弟子入りし、「無刀」の業を引き継いだ。
武蔵の心の師の一人。おつうの笛の音を聞きながら静かに息を引き取った。
柳生兵庫助（やぎゅう ひょうごのすけ）
新陰流の後継者。
石舟斎に特に溺愛されている孫。幼少のころより剣を振る姿は石舟斎の生き写しと言われる。諸大名から仕官に誘われるも断り、武者修行の旅を続ける。武蔵のことを自分に似ていると感じ、石舟斎も寝ぼけて武蔵と兵庫助を間違えたことがある。石舟斎いわく、「一族の最高傑作」。
武蔵と会ったのは二度だけながら、武蔵を強者と見抜いている。
柳生宗矩（やぎゅう むねのり）
石舟斎が五男。
三玄院で沢庵と親しくなり、それが沢庵と石舟斎を繋ぐきっかけにもなった。将軍家剣術指南役。

##### 柳生四高弟
庄田喜左衛門（しょうだ きざえもん）
四高弟の頭格。武蔵曰く四人の中で一番強い。大柄、細目で髭を生やしている（伝七郎曰く「熊のような男」）。見かけによらず口が回る。
出淵孫兵衛（でぶち まごべえ）
豪壮な剣の持ち主。手裏剣を放つ、鍔迫り合い時に相手の指の関節を外すなどの業も使う。その後は兵庫の旅の供をしていた。徒歩頭。
村田与三（むらた よぞう）
鋭い目が特徴の男。四人の中では一番短気で感情的になりやすい。武蔵との闘いの後もひそかに意識している。馬廻り。
木村助九郎（きむら すけくろう）
無口で冷静。武蔵との戦いで右目と左耳を負傷した。納戸役。

#### 鐘巻流
鐘巻自斎（かねまき じさい）
鐘巻流の開祖。小次郎の育て親。
中条流師範として道場を開き、全盛期は天下無双とも言われた。しかしひたすら自らの剣を極めることのみに打ち込み、自分以外の人間に無関心であった。弟子の伊藤弥五郎に敗北して自信や闘争心を失い、剣の道から退く。
村の子供らにからかわれ、大人たちからも変人と呼ばれ孤独な毎日を送っていた。かつての弟子・佐々木佐康から息子の小次郎を頼むという手紙をもらうが、ついに死の道を選び、何日も海辺に座り込んでいたところに、小舟に乗った赤ん坊の小次郎が現れ、荒波の中を死にものぐるいで助け、以来、たびたび育児を放棄しながらも小次郎を育て上げ、それが唯一の生き甲斐となっていった。
剣の腕は長らくくすぶり続けたが、不動幽月斎との死闘の際、小次郎を助ける一心で闘争心を取り戻し、討ち果たした。その際に右腕が再起不能になっている。その後は剣の腕もある程度回復したようで、少年時代の小次郎に口では「剣は教えぬ」と言いながらも毎日稽古し、圧倒し続けていた。しかし老いてしまった自分に小次郎の器は手に余ると感じた自斎は、ついに小次郎に剣の道を歩ませる決心をした。
自己表現が下手で、小次郎を可愛がる余り、小次郎への独占欲・所有欲が強い面もある。小次郎に剣の道で挫折し落ちぶれた自身を投影し、彼を剣の道から徹底して遠ざけようとしたが、次第に小次郎こそ自分の生きる希望、そして誇りであると思うようになり、小次郎が望んだ剣の道を歩ませることになる。
草薙天鬼（くさなぎ てんき）
鐘巻自斎の門弟。
本名は亀吉（かめきち）。
小さいころから「野の草を薙ぎ鍛えた、天からの鬼」と「草薙天鬼」を自称していた村の餓鬼大将。小次郎の幼馴染であり最初の友達である。
父が不動に腕を切られて寝たきりの状態になったことから、復讐のために強くなることを切望していた。小次郎と共に不動に夜襲を仕掛けるも失敗し、「恨みを上回る恐怖を」と顔に傷を負わされた。自斎が不動を倒した後、真っ先に弟子となり、その後道場では敵なしの実力を持つようになるが、何度戦っても小次郎には勝てなかった。
成長して小次郎が一刀斎と共に旅立った後、自斎から小次郎に宛てた免許皆伝の印可を託され武者修行者として彼らの後を追うも、悲運な最期を遂げる。死の直前、印可目録をたまたま居合わせた又八に「たのむ」と言い残し預ける。

##### 一刀流
伊藤一刀斎（いとう いっとうさい）
一刀流の開祖。
初名は伊藤 弥五郎（いとう やごろう）。
通称「剣の神様」。最強最速の剣の持ち主であり鐘巻自斎の弟子。たった5年の師事で自斎をも倒すほどの剣技を身に付ける。小次郎を剣の道に導いた張本人で、弟弟子である小次郎の師を果たす。面識は無かったが少年武蔵の憧れの存在でもある。
性格は剛胆無比であり、自分の実力に絶対の自信を持つ。剣を「遊び」と称したり、生き死にを賭けた斬り合いに無邪気さが全面的に現れるなど、剣を人生の最大の楽しみと捉えている。そのためか、現在の鉄砲の戦には興ざめし、士官・出世にも興味を示さない。最強であるが故、対等の敵がいないことにつまらなさを感じている節もあり、自分の前に最強の敵が現れることを楽しみにしている。
その実力は、鋼鉄の鉄砲すらも一刀のもとに寸断せしめ、騎馬兵をも圧倒する。また植田良平すら恐怖で立ち竦み、小次郎をも寄せ付けない。
柳生石舟斎をして、「あれこそ天下無双、極まっておる」と評価する。
小次郎を自斎から預かると関ヶ原の落ち武者狩りに放置し、生き残った小次郎と立ち会い右手の半分を失った。柳生の里近くの茶屋にて武蔵と立ち会い、一太刀貰うも掌打一撃で気絶させ去って行った。
石舟斎の言う無刀に対して「何が楽しいのやら」と笑った。
年齢は関ヶ原の戦時52歳。
夢想権之助（むそう ごんのすけ）
「兵法天下一」を名乗る、自分の流派を立てることが夢の若者。
いわゆる傾奇者の格好をしている。元は百姓の子で、子供のころは大きな体で働かずに悪事を働いたりしていたので、怖がられ疎まれていた。故に孤独であり、小次郎が初めての友達となる。
旅をする最中に一刀斎、小次郎らにからかわれ、その際彼らと立ち合うも敗北。一刀斎に戦う姿勢の未熟さを指摘される。それ以後、一刀斎を師と仰ぎ旅を共にする。関ヶ原では殺されかかるが武蔵に助けられ、彼らの戦い方を学ぶ。
年齢は関ヶ原の戦時15歳。

#### 宝蔵院流槍術
槍の達人、宝蔵院胤栄が創始者となる流派。槍の聖地と言われる奈良の興福寺子院の宝蔵院（寶藏院）に、大勢の修行僧が集まっている。
現在は胤栄は既に引退し、胤舜が宝蔵院・二代目を襲名したが、胤舜に反感を持つものも少なくはない。
宝蔵院 胤栄（ほうぞういん いんえい）
宝蔵院流槍術の創始者。
法号「覚禅房胤栄」。通称「大胤栄」。豪放磊落な性格で、門弟から尊敬されて止まない。「にゃむにゃむ…」「カカッ」が口癖。武蔵の心の師の一人。
胤舜に宝蔵院の座を譲った後も槍術の腕に衰えはなく、武蔵を圧倒した。自身が作る「宝蔵院漬」は好評で、日中畑仕事に精を出している。柳生石舟斎と共に、上泉伊勢守秀綱に弟子入りした過去もある。
坊主で老体だが酒を好む。盟友である石舟斎の死後、後を追うようにその生涯を閉じた。
宝蔵院 胤舜（ほうぞういん いんしゅん）
宝蔵院流槍術二代目。
本名満田 慎之介（みつだ しんのすけ）。
胤栄の元で槍術を学ぶため寺に来た武士の息子であったが、両親は浪人に目の前で惨殺され、そのまま胤栄に引き取られる。その時点で残酷な記憶は封じられ、槍術に没頭していた。すばらしい槍の天分にも恵まれ（本人曰く吉岡清十郎と互角）、15の時にはすでに院内に敵は無く宝蔵院の二代目まで上り詰めた。しかし天才故に周りに相応の敵がおらず、戦いに対する姿勢はどこか慢心的であり精神的な未熟さが残る。自身もその欠点に気づき命のやり取りを渇望するが、相手の命のやり取りにしかならない。そのため、周りからは強さの探究の他何もないのかと恐怖の念で見られるようになり孤立していく。師である胤栄も技を伝えることはできても、心を磨くことを伝えることが出来なかった点を憂慮し、宝蔵院に挑戦してきた武蔵を鍛え、胤舜にぶつける。
武蔵と交戦、一度は圧倒的な強さで勝利するも、再戦では胤栄に鍛えられ一回り成長した武蔵に圧倒され、一瞬の隙を見て突きを繰り出すが、紙一重でかわされる。同時に、過去のトラウマがフラッシュバックした際の隙を突かれ、頭に強烈な一撃を浴びて昏倒する。武蔵も出血のために戦い続けることが出来なくなり、立会人であった胤栄により、都合2回の対戦内容から引き分けとなった。決闘後、奇跡的に生還。武蔵とは和解し、「今度は命を奪い合うことなく」再会することを約束する。その後、宝蔵院二代目を正式に襲名。
阿厳（あごん）
宝蔵院の修行僧の一人。
無骨な風貌と厳格な性格で、道場破りに現れた祇園藤次が高弟の両腕を一刀両断するのを見て怖じ気づいた弟弟子を木槍で打ちのめした。武蔵や胤舜には及ばないが、並みの剣客なら軽く屠り去るほどの手練であり、その槍の腕は胤栄にも認められている。
初めのうちは胤舜に憧れて近づこうとしたが、胤舜の性質をいつしか恐れるようになる。しかし、それでも友達だと思っており、胤舜に反感を持つ者の多い宝蔵院の中にあって、彼を親身に心配する数少ない人間である。
明栄（みょうえい）
宝蔵院の修行僧の一人。
胤舜が二代目ということが気にくわずに派閥をつくり、胤栄に気に入ってもらおうと胡麻を擂って、自分が二代目になろうと目論む。しかし、実力の差は明らかで、胤栄からもその魂胆は見透かされている。

### 西方の落武者たち
関ヶ原の合戦に敗れた西軍の兵士たち。主君とはぐれてしまったものの、再会を期して大阪を目指す。
猪谷 巨雲（いがや こうん）
小次郎と戦った西方の落武者のひとり。筋骨隆々な巨躯を誇り、新二郎が「魔剣」と称すほどの人間離れした剣を使う一団の中の最大の手練。一見獣じみているが、歩けなくなった新次郎を背負って歩くなど、優しい一面も持つ。
師である定伊を尊敬し、慕っている。初めは定伊を斬られた復讐心で小次郎と戦っていたが、徐々に強い者と戦う楽しさ、向上の喜びを感じるようになる。戦いの中で先鋭化されていくが小次郎との一進一退の死闘の果てに散る。
定伊（さだこれ）
西方の落武者のひとり。巨雲達の師であり、親同然の男性。故に巨雲達からの信頼は厚く、落ち武者になった際は一団のまとめ役となった。生涯独身のせいか、巨雲達を息子のように思っていたが、足に重傷を負った新二郎を斬るように言うなど武士として厳格な面も持つ。百戦錬磨の兵法者であり、同時に教育者ゆえか「其処許（そこもと）」など独特かつ説教じみた言葉遣いをする。
小次郎に出会った彼は素通りできない何かを感じて、万力鎖で小次郎と戦う。戦闘中は言葉は通じなくとも、お互いの心は通じたようであり、剣士としての死に場所を見つけたかのように、心持良く散る。
間垣新二郎 （まがき しんじろう）
西方の落武者のひとりで市三の兄。
弟の市三と好対照な実直な性格で弟思い。
戦で足を負傷し歩行不能になり巨雲に背負われる。それゆえに一団の足手まといになり、巨雲達の感じた「戦いの中の喜び」を理解できず、苦悩した。
間垣市三（まがき いちぞう）
新二郎の四つ下の弟。
戦いに無邪気な感情を抱く若武者。
実力は高く、西軍の兵では巨雲に次ぐ戦果を挙げていた。
強い者と戦う高揚した気持ちが抑えきれないこともあり、大坂へ戻るという使命を捨て小次郎に勝負を挑む。小次郎の瞬速の一太刀で散る。
右源（うげん）
新二郎が「理の剣」と言い憧れるほどの剣の持ち主。
定伊にも「お前なら出世できたろうに」と語られていた。
残党狩りの百姓達から新二郎をかばって死亡。
利宗（としむね）
戦の際に矢が左腕に刺さる。残党狩りの百姓達に夜襲をかけられ殺される。

### 本阿弥家
代々、刀研ぎを生業としている名門の家柄。現在光悦は引退し、光室が十代目の惣領として働いている。
本阿弥光悦（ほんあみ こうえつ）
本阿弥本家九代目惣領。
京の屋敷に母・妙秀とともに住まう芸術家。迎え入れた牢人者達と共に暮らしている。芸術家としての技は、天下人徳川家康に指名で刀の研ぎを依頼されるほど。
生まれたころから刀に囲まれて育ち、刀を天地と見立て、その業を長い年月とともに高めてきた。武蔵や小次郎たちとは違った意味で剣に生きる者である。刀の中に眠る美しさに魅せられ、自分が研ぎたいと思える者の刀のみを研ぐために一線を退き、家康の依頼すら断った。その後、光悦が研いだのは武蔵と小次郎の刀のみである。
本阿弥妙秀（ほんあみ みょうしゅう）
光悦の母。おおらかな性格で料理の腕も抜群。
滞在していた小次郎には母親のように慕われている。小次郎に字を教えている。
本阿弥光室（ほんあみ こうしつ）
本阿弥本家十代目惣領。
その目利きや研ぎは光悦にも認められるほど申し分ない技量を持つ。光悦のあまりに早い引退に疑問を抱いている。

### 小倉細川家
豊前小倉藩を統治する。武で鳴らす名門。
細川忠興（ほそかわ　ただおき）
小倉城前城主。かつて武勇を謳われた武将であった。無類の剣豪好きで、武蔵の吉岡七十人斬りの噂をききつけ、細川家剣術指南役に武蔵を提案する。
細川忠利（ほそかわ　ただとし）
現小倉城主。細川忠興の長男。十九歳まで人質として江戸城に勤めたが、父・忠興の意思を引き継ぎ、武蔵を細川家剣道指南役に迎え入れようとする。徳川秀忠は無二の親友。
岩間角兵衛（いわま かくべえ）
小倉細川家の家老。
刀剣収集家で銘刀「菊一文字」を所有しており、再三再四、光悦に刀を研いで貰うように頼んでいる。小川家直の実力を認めており、いずれ彼に菊一文字を譲ろうと考えていた。
小川家直（おがわ いえなお）
岩間角兵衛の配下。
小倉細川家剣術指南役。
武士というより剣術家といった風情で、角兵衛には同じ小倉細川家剣術指南役の氏家孫四郎を凌ぐ腕前と目をかけられていた。主の御供で京の本阿弥邸を訪れた時に小次郎と出会い人生の一大事を迎える。真剣を使うが木の枝相手の小次郎に完敗。天下無双を追い求めていたがその性を捨て以後小次郎の手足となり耳となり口となることを誓う。
氏家孫四郎（うじいえ まごしろう）
小倉細川家筆頭剣術指南役。
小倉細川家で最も長く剣術指南を務める。町民に慕われ影響力も強い。右目に刀傷があり、細川忠興に扱いにくい歪と称される。規律や礼儀を重んじる。
楓（かえで）
小倉細川家剣術指南役。
非常に大柄な女性であり、大の男二人を軽々と持ち上げる腕力を持つ。深酒が趣味であり身なりもだらしない。そのため藩内の人間に快く思われていない。首にロザリオをかけており、隠れキリシタンと思われる。
長岡佐渡守（ながおか　さどのかみ）
細川家の家老。
使者を遣わし、武蔵を細川家に迎えようとするも失敗、自ら武蔵を探す。剣を鍬に持ち替え、荒れ地を耕す武蔵の姿に驚く。その後、武蔵に細川家に入ることを薦めるも、断られる。

### その他
伊織（いおり）
父親の死体を斬ろうとしていた所を武蔵に止められた少年。以後、武蔵と一緒に生活をする。後の宮本伊織と思われる。
権叔父（ごんおじ）
お杉の弟。
又八への偏愛に現実を見失いがちなお杉とは違い、又八の性情を正しく理解している。又八もそのことは分かっており、二人の間には信頼関係も存在していたようである。お杉とともに又八を探す旅を続け、ついに又八と巡り会った矢先、又八を庇おうとして武士に斬殺される。そのときの又八の動揺は大きく、本当の親がいない又八にとっては父親代わりだった。
辻風典馬（つじかぜ てんま）
野武士集団「辻風組」の頭領。
辻風黄平の兄で黄平と同じく母に捨てられた経歴をもつ。黄平が母に殺されかけたところを救い辻風組に入れる。
お甲の亭主を斬った男で、お甲に惚れている。関ヶ原の合戦では西方につくも敗れる。武蔵に木刀で撲殺される。
お甲（おこう）
関ヶ原から落ち延びてきた武蔵と又八を匿った未亡人。
辻風典馬に懸想されており、たびたび辻風組との諍いを起こしていた。結果的に、武蔵を辻風組との因縁に巻き込み、妖艶な色香で武蔵に迫り、又八を惑わした。後に又八と暮らし始めたが、程なくして京に移住し又八を捨てた。女性の生きる術として自らの妖艶さを自覚的に武器とする。
朱美（あけみ）
お甲の娘。
当初は武蔵のことを気にしていたが、京で母の稼業を手伝うようになってからは客である清十郎を気にかけるようになった。清十郎も彼女のことを気に入っているようだが、恋仲ではない（当の朱美はそのことに気づいている）。清十郎が武蔵に斬られた後は、武蔵対吉岡一門の死闘を見ていた。戦いの後京から抜け出そうとしていた武蔵の前に現れ、武蔵に短剣を突き刺した後、自分が「吉岡清十郎の女」であったことを告げ、崖から身を投げた。
龍胆（りんどう）
本物の宍戸梅軒の遺児（もしくは事実上の養女）である少女。
物心を覚えたころからこき使われ、親の愛情を受けずに育つ。梅軒が黄平に殺された後は共に暮らしながらたびたび黄平の命を狙おうとしたが、簡単にあしらわれ続けてきた。
しばらく経ち、黄平が盗賊退治の武芸者を返り討ちにし「宍戸梅軒」を名乗るようになってからは、服装は黄平を真似たようなものに変え、幾度となくじゃれ合うように黄平と鎖鎌で対戦している。黄平には到底及ばないものの、黄平が武蔵に鎖鎌の師は誰か問われた際、彼女を指差していた。技だけなら梅軒を訪ねて来る武芸者をも凌ぐほど。
黄平が武蔵に敗れた後、深手を負った黄平の血を肌で受け、はじめて人の温かさを知った。武蔵の回想（想像）上で、手当て後に息絶えた黄平の後を追い自刃した。
板倉勝重（いたくら かつしげ）
京都所司代。
吉岡拳法とは竹馬の友であった。本阿弥光悦とも知遇を持つ。
徳川秀忠（とくがわ　ひでただ）
徳川家第二代将軍。初代将軍家康の息子。武蔵のことを「会ったことはないが」評価しており、将軍家でなく細川家に譲ることにした。
仏師
本名は不明。しかしこの仏師とその家族が吉岡七十人斬りの後、剣の道に迷っていた武蔵を支え導いた大切な存在である。
武蔵(細川家からの使者から逃れるために川に飛び込んで逃げ、そのあと陸に上がったものの水に濡れたことで体温を奪われ昏倒していた)を助け、最初はかの剣豪「宮本武蔵」であることに気付いてはいなかったが武蔵の本質を見抜き仏像を通して武蔵に道を説く。仏を彫ることが本業だがそれだけでは食べていけないため、彼の妻とその息子達が畑仕事などをしている。

## 書誌情報
- 井上雄彦 『バガボンド』 講談社〈モーニングKC〉、既刊37巻（2014年7月23日現在）
  1. 1999年3月23日発行（1999年3月22日発売[3]）、ISBN 4-06-328619-3
  2. 1999年3月23日発行（1999年3月22日発売[4]）、ISBN 4-06-328620-7
  3. 1999年7月22日発行（1999年7月21日発売[5]）、ISBN 4-06-328644-4
  4. 1999年10月22日発行（1999年10月22日発売[6]）、ISBN 4-06-328658-4
  5. 2000年1月21日発行（2000年1月21日発売[7]）、ISBN 4-06-328672-X
  6. 2000年4月21日発行（2000年4月19日発売[8]）、ISBN 4-06-328685-1
  7. 2000年7月21日発行（2000年7月20日発売[9]）、ISBN 4-06-328702-5
  8. 2000年10月23日発行（2000年10月23日発売[10]）、ISBN 4-06-328720-3
  9. 2001年2月22日発行（2001年2月23日発売[11]）、ISBN 4-06-328736-X
  10. 2001年5月23日発行（2001年5月23日発売[12]）、ISBN 4-06-328755-6
  11. 2001年8月20日発行（2001年8月23日発売[13]）、ISBN 4-06-328763-7
  12. 2001年11月22日発行（2001年11月22日発売[14]）、ISBN 4-06-328779-3
  13. 2002年3月22日発行（2002年3月21日発売[15]）、ISBN 4-06-328804-8
  14. 2002年6月21日発行（2002年6月21日発売[16]）、ISBN 4-06-328823-4
  15. 2002年10月23日発行（2002年10月23日発売[17]）、ISBN 4-06-328850-1
  16. 2003年2月21日発行（2003年2月21日発売[18]）、ISBN 4-06-328871-4
  17. 2003年6月23日発行（2003年6月21日発売[19]）、ISBN 4-06-328891-9
  18. 2003年11月20日発行（2003年11月19日発売[20]）、ISBN 4-06-328916-8
  19. 2004年3月23日発行（2004年3月20日発売[21]）、ISBN 4-06-328945-1
  20. 2004年7月23日発行（2004年7月22日発売[22]）、ISBN 4-06-328970-2
  21. 2005年9月21日発行（2005年9月18日発売[23]）、ISBN 4-06-372464-6
  22. 2006年2月23日発行（2006年2月22日発売[24]）、ISBN 4-06-372497-2
  23. 2006年6月23日発行（2006年6月23日発売[25]）、ISBN 4-06-372526-X
  24. 2006年10月23日発行（2006年10月23日発売[26]）、ISBN 4-06-372553-7
  25. 2007年3月23日発行（2007年3月23日発売[27]）、ISBN 978-4-06-372582-7
  26. 2007年7月23日発行（2007年7月23日発売[28]）、ISBN 978-4-06-372612-1
  27. 2007年11月29日発行（2007年11月29日発売[29]）、ISBN 978-4-06-372640-4
  28. 2008年5月23日発行（2008年5月23日発売[30]）、ISBN 978-4-06-372685-5
  29. 2008年11月28日発行（2008年11月28日発売[31]）、ISBN 978-4-06-372750-0
  30. 2009年5月28日発行（2009年5月28日発売[32]）、ISBN 978-4-06-372795-1
  31. 2009年9月3日発行（2009年9月3日発売[33]）、ISBN 978-4-06-372827-9
  32. 2010年1月15日発行（2010年1月15日発売[34]）、ISBN 978-4-06-372866-8
  33. 2010年5月27日発行（2010年5月27日発売[35]）、ISBN 978-4-06-372903-0
  34. 2012年10月23日発行（2012年10月23日発売[36]）、ISBN 978-4-06-372947-4
  35. 2013年4月23日発行（2013年4月23日発売[37]）、ISBN 978-4-06-387195-1
  36. 2013年10月23日発行（2013年10月23日発売[38]）、ISBN 978-4-06-387261-3
  37. 2014年7月23日発行（2014年7月23日発売[39]）、ISBN 978-4-06-388340-4

## 関連作品
- 『WATER』2006年10月24日発売[40]、ISBN 4-06-364672-6
  - 『バガボンド』カラー原画集。
- 『墨』2006年10月24日発売[41]、ISBN 4-06-364673-4
  - 『バガボンド』モノクロ原画集。
- 『DRAW』
  - 『バガボンド』の原稿を描いていく様を収録したDVD作品。2枚組。先着1000名にはバガボンド特製ダイス（サイコロ）付き。

## 井上雄彦 最後のマンガ展
2008年5月の東京を皮切りに全国4都市で開催された井上雄彦の個展。
武蔵の最期をストーリーをもって描いたもので、『バガボンド』のエピローグ的な作品群となっている。雑誌・コミック掲載用原稿の展示ではなく、全作品が本展のための書き下ろし。
| 展覧会名                                   | 展覧会場                         | 開催期間                   |
| ------------------------------------------ | -------------------------------- | -------------------------- |
| 井上雄彦 最後のマンガ展                    | 上野の森美術館                   | 2008年5月24日〜同年7月7日  |
| 井上雄彦 最後のマンガ展 重版〔熊本版〕     | 熊本市現代美術館                 | 2009年4月11日〜同年6月14日 |
| 井上雄彦 最後のマンガ展 重版〔大阪版〕     | サントリーミュージアム（天保山） | 2010年1月2日〜同年3月14日  |
| 井上雄彦 最後のマンガ展 最終重版〔仙台版〕 | せんだいメディアテーク           | 2010年5月3日〜同年6月13日  |